# محمد بدور
محمد بدور سباح أردني ولد في عام 2000 نافس في عام 2015 في بطولة السباحة العالمية للرجال 100 متر حرة و 100 متر ظهرا للرجال و 4 × 100 متر حرة تتابع مختلط و4 × 100 متر تتابع متنوع مختلط.

## روابط خارجية
- شيتوس على موقع الاتحاد الدولي للسباحة (الإنجليزية)
- شيتوس على موقع أوليمبيديا (الإنجليزية)